# ماري قعوار
ماري كامل أمين قعوار (وُلِدت في مدينة عمان – )، سياسية واقتصادية أردنية.

## سيرتها وتحصيلها العلمي
ولدت ماري كامل أمين قعوار في العاصمة الأردنية عمان. والدها مهندس الجيولوجيا كامل قعوار، ووالدتها هي وداد قعوار من مدينة طولكرم الفلسطينية.
حصلت ماري قعوار عام 1988 على درجة البكالوريس في علم الإنسان والاقتصاد من جامعة تافتس في الولايات المتحدة الأمريكية، ثم حصلت على درجة الماجستير في «السياسة الاجتماعية والتخطيط للبلدان النامية» من المملكة المتحدة عام 1989، وحصلت على درجة الدكتوراه في «دراسات التنمية» من كلية لندن للاقتصاد عام 1997.

## مناصبها وحياتها العملية
- باحثة لدى وزارة التخطيط والتعاون الدولي الأردنية، خلال فترة (1989–1991).[2]
- مستشار وزير العمل الأردني، خلال فترة (2006–2007).[2]
- مديرة منظمة العمل الدولية في شرق إفريقيا، ومسؤولة ومستشارة في مقر المنظمة في جنيف والمكتب الإقليمي في بيروت، خلال فترة (1997–2017).[5][6]
- وزيرة التخطيط والتعاون الدولي الأردنية، خلال فترة (14 يونيو 2018 – 7 نوفمبر 2019)، في حكومة عمر الرزاز.[7]